# آنومالی کلیسا کندی ۲
آنومالی کلیسا کندی ۲ یک اندیس فلزی است که در حوالی شهر سیه چشمه استان آذربایجان غربی قرار دارد و مادهٔ معدنی موجود در آن، طلا است. سنگ میزبان این اندیس کنگلومرا است در این اندیس، پاراژنز‌های سینابر، پیروکسن یافت می‌شوند.